# 24 de gener
El 24 de gener és el vint-i-quatrè dia de l'any del Calendari Gregorià. Queden 341 dies per finalitzar l'any i 342 en els anys de traspàs.

## Esdeveniments
Països Catalans
- 1812 - Altafulla (Tarragonès): el Primer Exèrcit, manat pel baró d'Eroles, és derrotat al combat d'Altafulla pels generals Lamarque i Mathieu, governador militar de Barcelona, durant la Guerra del Francès.[1]
- 1856 - Figueres: Queden aprovats els estatuts de fundació de l'entitat Casino Menestral Figuerenc.[2]
- 1913 - Barcelona, l'Institut d'Estudis Catalans promulga les Normes ortogràfiques, resultat de la codificació de Fabra.[3]
- 1920 - Barcelona: estrena de l'òpera Lo monjo negre al Gran Teatre del Liceu, amb música de Joaquim Cassadó sobre un text de Frederic Soler (Serafí Pitarra).
- 2009: Un temporal de vent deixa vuit morts a Catalunya i País Valencià, a més d'incendis i de nombroses destrosses.[4]

Resta del món
- 1076, Worms: Enric IV del Sacre Imperi Romanogermànic convoca el sínode de Worms.
- 1616: l'expedició holandesa comandada per Willem Schouten i Jacob Le Maire descobreix l'illa de Los Estados, prop del cap d'Hornos.
- 1869: Madrid: tipògrafs i impressors es reuneixen amb l'italià Giuseppe Fanelli per fundar la primera secció de l'Associació Internacional de Treballadors a Espanya.[5]
- 1918, Bessaràbia, formada majoritàriament per la República de Moldàvia, s'independitza de l'Imperi Rus. Tot i això, dos mesos després serà annexionada de nou al Regne de Romania.
- 1977, Madrid, Espanya: un escamot d'ultradreta assassina cinc advocats laboralistes de CCOO, a l'anomenada Matança d'Atocha.[6]
- 1984, Estats Units: surt a la venda l'Apple Macintosh.[7]

## Naixements
Països Catalans
- 1943 - Barcelona: Juan Erasmo Mochi, cantant.
- 1947:
  - Barcelona: Mercedes Sampietro Marro, actriu catalana de cine, teatre, televisió i doblatge.[8]
  - Aldaia, l'Horta Oest: Jaume Ortí Ruiz, empresari valencià i president del València CF entre 2001 i 2004.
- 1952 - Barcelona: Neus Bartran i Milian, jugadora de bàsquet catalana.[9]
- 1971 - Terrassa, Vallès Occidental: Sònia de Ignacio-Simó i Casas, jugadora d'hoquei sobre herba catalana.[10]
- 1984 -Torredembarra: Berta Castells, atleta catalana olímpica de llançament de martell.[11]
- 1992 - Sant Sadurní d'Anoia: Berta Tarrida i Calduch, jugadora d'hoquei sobre patins catalana.[12]

Resta del món
- 1670, Bardsey, West Yorkshire (Anglaterra): William Congreve, dramaturg i poeta anglès (m. 1729).
- 1705, Àndria, Regne de Nàpols: Farinelli, cantant d'òpera italià.
- 1712, Berlín, Regne de Prússia: Frederic el Gran, rei de Prússia.
- 1732, París, Regne de França: Pierre-Augustin Caron de Beaumarchais, escriptor i dramaturg francès, considerat el pare dels drets d'autor europeus.
- 1776, Königsberg: Ernst Theodor Amadeus Hoffmann, escriptor i compositor alemany.
- 1888, Viena, Àustria: Vicki Baum, escriptora austríaca (m. 1960).[13]
- 1893, Tafalla: Elisa Úriz Pi, mestra, pedagoga i activista política navarresa, precursora de l'Escola Moderna a Espanya (m. 1979).[14]
- 1917, Hamden (EUA): Ernest Borgnine, actor estatunidenc (m. 2012).
- 1918, Berna (Suïssa): Gottfried von Einem, compositor austríac (m. 1996).
- 1921, Nova York: Beatrice Mintz, embriòloga nord-americana.[15]
- 1923, Vannes: Geneviève Asse, pintora i gravadora francesa, creadora del «blau Asse» (m. 2021).[16]
- 1925, Fairfax, Oklahoma (EUA): Maria Tallchief, ballarina nord-americana, de la nació osage (m. 2013).[17]
- 1940, Rostock (Mecklemburg-Pomerània Occidental, (RDA): Joachim Gauck, el 18 de març de 2012 va ser nomenat 11è president federal d'Alemanya.
- 1941, Tel-Aviv, Mandat Britànic de Palestina: Dan Shechtman, científic israelià, Premi Nobel de Química de l'any 2011.
- 1943, Dallas, Texas (EUA): Sharon Tate, actriu estatunidenca, que morí assassinada per membres de la família Manson (m. 1969).[18]
- 1946, Còrdova, Espanya: Rafael Orozco Flores, pianista andalús.
- 1949, Chicago, Illinois (EUA): John Belushi, còmic, actor i músic estatunidenc que es feu famós per les seves intervencions a Saturday Night Live, i fou un dels The Blues Brothers (m. 1982).[19]
- 1957, Bradford, Yorkshire (Regne Unit): Adrian Edmondson, músic, escriptor, còmic i actor britànic conegut, sobretot, per interpretar el paper de Vyvyan a la sèrie televisiva Els joves.[20]
- 1961, Berlín, Alemanya: Nastassja Kinski, actriu i model alemanya.[21]
- 1970, Rosario, Argentina: Roberto Bonano, exfutbolista que jugava de porter.
- 1991, Los Angeles, EUA: Avi Nash, actor nord-americà.

## Necrològiques
Països Catalans
- 1336 - Barcelona: Alfons el Benigne, comte de Barcelona.
- 1937 - Barcelona: Teresa Gelats i Grinyó, recuperà cançons populars i tradicionals catalanes (n. 1855).[22]
- 1939 - Cuernavaca, Mèxic: Manuel Penella Moreno, compositor valencià de sarsueles (n. 1880).
- 1961 - Castelló de la Plana, Plana Alta: Francesc Mora i Berenguer, arquitecte valencià.
- 1980 - Sabadell: Lluís Papell i Comas, periodista i escriptor català.
- 1989 - Valènciaː María Mercedes Maestre Martí, metgessa valenciana, exiliada republicana.[23]
- 2002 - Barcelona: Teresa Condeminas i Soler, pintora classicista-noucentista catalana (n. 1905).[24]
- 2015 - Sabadell: Joan Serra i Llobet, waterpolista català (n. 1927).
- 2023:
  - Cubelles: Mònica Miquel i Serdà, política catalana, diputada i alcaldessa de Cubelles (n. 1962).
  - València: Vicent Salvador i Liern, poeta, assagista i filòleg valencià (n. 1951).

Resta del món
- 41 - Calígula (Gaius), emperador romà.
- 1125 - Tbilisi,  Geòrgia: David IV de Geòrgia, dit el Constructor, rei de Geòrgia, el primer que es va independitzar de l'Imperi Romà d'Orient (n. 1073).[25]
- 1666 - Frankfurt: Johann Andreas Herbst, compositor i teòric musical del Barroc.
- 1878 - La Haia, Països Baixos: Pieter Bleeker, metge i ictiòleg.
- 1920 - Amedeo Modigliani, pintor italià de formació francesa.
- 1941 - Cotorroː Laura Martínez de Carvajal, oftalmòloga i primera metgessa de Cuba.[26]
- 1965 - Winston Churchill, polític britànic (n. 1874).
- 1970 - Roma: Caresse Crosby, dissenyadora del sostenidor modern (n. 1892).[27]
- 1982 - Ciutat de Mèxic: María Teresa Prieto Fernández de la Llana, compositora asturiana que visqué a Mèxic (n. 1896).[28]
- 1990 - Upland, Califòrnia: Madge Bellamy, actriu estatunidenca del cinema mut (n. 1899).[29]
- 2018 - Gènova: Rosetta Noli, soprano italiana (n. 1922).[30]

## Festes i commemoracions
- Onomàstica: Mare de Déu de la Pau; sants Mardoni, Musoni, Eugeni i Metel de Neocesarea, màrtirs; Felicià de Foligno bisbe i màrtir; Francesc de Sales (1567 – 1622), prevere i fundador de l'Orde de les Saleses; Santa Pau, santa llegendària, monja del monestir de Sant Joan de les Abadesses.
- Dia del Punt Volat